# Epimarptis philocoma
Epimarptis philocoma is een vlinder uit de familie Epimarptidae. De wetenschappelijke naam van de soort is voor het eerst geldig gepubliceerd in 1914 door Edward Meyrick.